# Charita Česká Lípa
Charita Česká Lípa (dříve Farní charita Česká Lípa) je nezisková humanitární organizace se sídlem v České Lípě, církevní právnická osoba, součást římskokatolické církve. Byla založena 1. března 1999 litoměřickým biskupem. Je součástí Charity Česká republika a přímo řízena Diecézní charitou v Litoměřicích. V roce 2021 došlo ke zjednodušení názvu na Charita Česká Lípa.

## Zaměření
Jejím posláním je pomáhat potřebným skupinám obyvatelstva dle církevních zásad bez ohledu na jejich vyznání a původ.

## Spolupráce a zdroje
Českolipská charita spolupracuje jednak s obdobnými charitativními organizacemi a prospěšným sdružením Maltézská pomoc, jehož dobrovolníci pečují o seniory na Českolipsku. Je též součástí mezinárodní organizace CARITAS.
Využívá dotace MPSV, MV ČR, je napojena na projekt IP-1 Služby sociální prevence Libereckého kraje, Krajský úřad Libereckého kraje. Město Česká Lípa, Úřad práce v České Lípě. Pomáhají jí různé nadace a drobní dárci.

## Areál charity

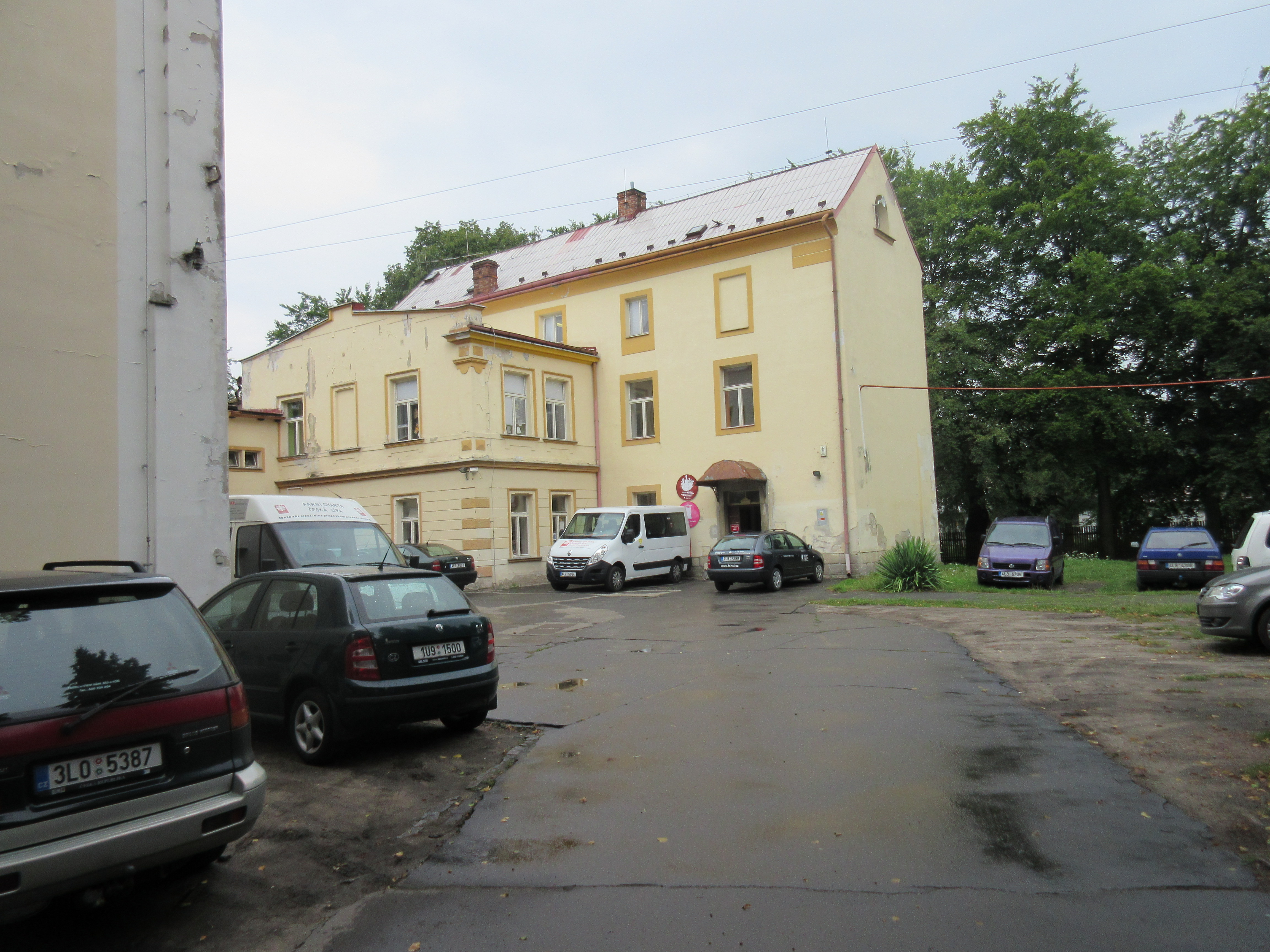
Areál charity, zadní část

Areál je u Ploučnice v ulici Dubická v České Lípě nedaleko proboštství a kostela svaté Máří Magdaleny. Je tvořen několika budovami, dvorem a parčíkem.